# Сарбел
Сарбел-Михаил Маронитис (на гръцки език: Σαρμπέλ-Μιχαήλ Μαρωνίτης) известен само като Сарбел е гръцки поп изпълнител, роден във Великобритания на 14 май 1981 г.
Сарбел произхожда от етнически смесено семейство, като баща му е кипърски грък, занимаващ се с музика и свирещ на бузуки, а майка му е ливански адвокат от маронитски произход. Сарбел придобива голяма популярност в Гърция, Кипър и България с неговата първа песен — Se Pira Sovara (2004). Оттогава той издава два албума — Paraksno Sinesthima и Sahara. В своите песни той пее на гръцки, английски и арабски език.
На фестивала Евровизия 2007 г. той представя Гърция с песента Yassou Maria и завършва на седмо място със 139 точки. Песента получава 12 т. от България.